# Словакия на летних Олимпийских играх 2004
Словакия принимала участие в Летних Олимпийских играх 2004 года в Афинах (Греция), и завоевала шесть олимпийских медалей.

## Медалисты

### Золото
- Павол Гохшонер, Петер Гохшонер — гребля на байдарках и каноэ, каноэ-двойка, мужчины
- Елена Калиска — гребля на байдарках и каноэ, байдарка-одиночка, женщины

### Серебро
- Михал Мартикан — гребля на байдарках и каноэ, каноэ-одиночка, мужчины
- Йозеф Крнач — дзюдо, до 66 кг, мужчины

### Бронза
- Йозеф Гёнци — пулевая стрельба, пневматическая винтовка, 10 м
- Юрай Бача, Михал Ришдорфер, Рихард Ришдорфер, Эрик Влчек — гребля на байдарках и каноэ, Байдарки-четвёрки, 1000 м, мужчины

## Состав олимпийской сборной Словакии

### Лёгкая атлетика
Спортсменов — 1
| Спортсмен       | Дисциплина | Финал     | Финал |
| Спортсмен       | Дисциплина | Результат | Место |
| --------------- | ---------- | --------- | ----- |
| Марсель Матанин | марафон    | 2:50,26   | 81    |